# Charles-Christian de Nassau-Weilbourg
Charles Christian de Nassau-Weilbourg, (en allemand Karl Christian von Nassau-Weilburg), né le 16 janvier 1735 à Weilbourg, décédé le 28 novembre 1788 à Münsterdreisen (de), un cloître aux alentours de Bolanden (Rhénanie-Palatinat) aujourd'hui disparu.
Il est prince de Nassau-Weilbourg de 1753 à 1788.

## Famille

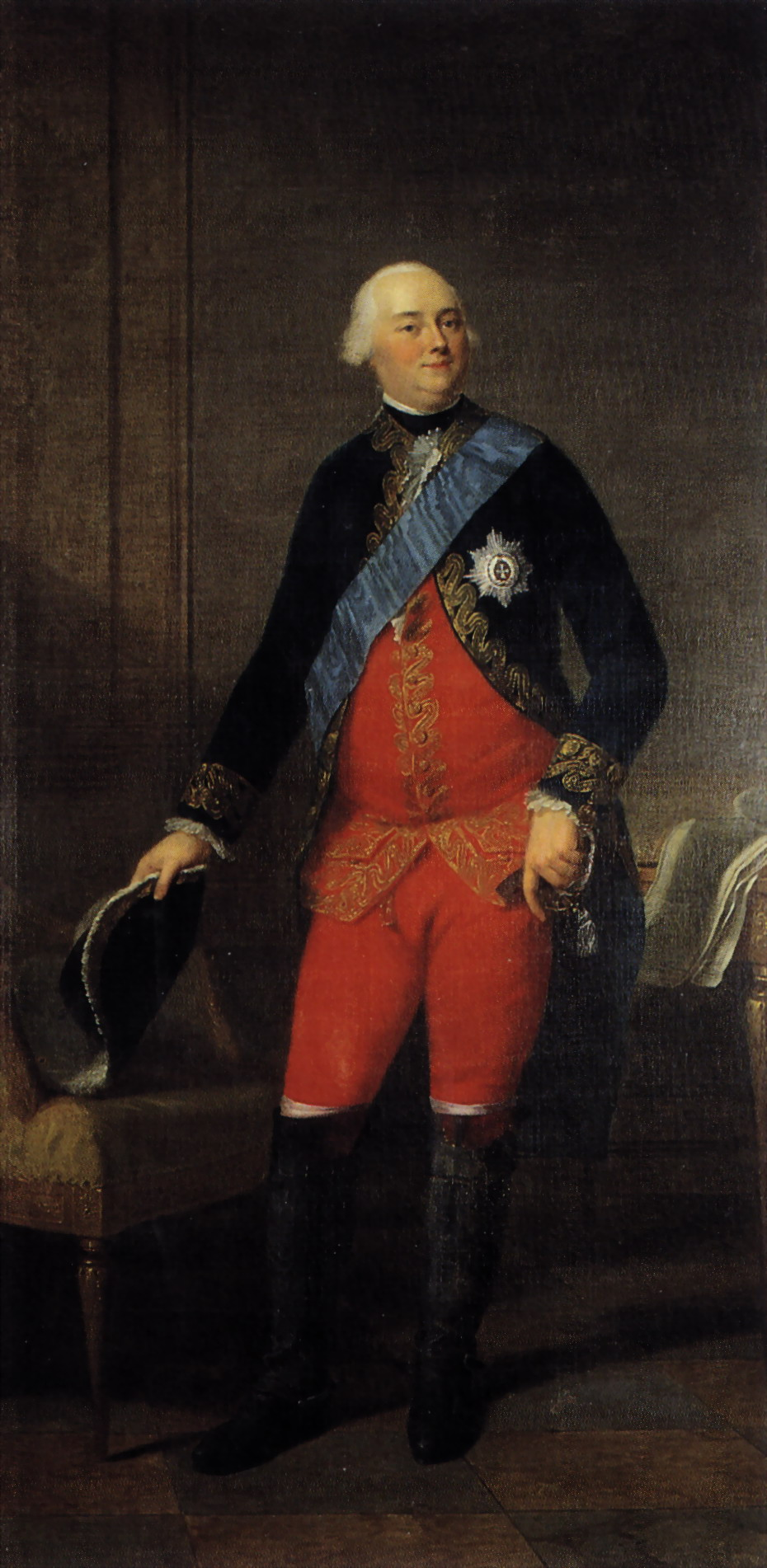
Portrait du prince de Nassau-Weilbourg.

Fils de Charles Auguste de Nassau-Weilbourg et de Frédérique-Augusta de Nassau-Idstein.
Le 5 mars 1760, Charles-Christian de Nassau-Weilbourg épouse Caroline d'Orange-Nassau (1743-1787), fille du stathouder des Pays-Bas Guillaume IV d'Orange-Nassau.
Onze enfants sont nés de cette union :
- Georges de Nassau-Weilbourg (1760-1762) ;

- Guillaume de Nassau-Weilbourg (1761-1770) ;

- Marie de Nassau-Weilbourg (1764-1802), elle entre dans les ordres ;

- Wilhelmine-Louise de Nassau-Weilbourg (1765-1737), en 1786 elle épouse le prince Henri XIII de Reuss-Greiz (†1817) ;

- Frédéric-Guillaume de Nassau-Weilbourg, prince de Nassau-Weilbourg ;

- Caroline de Nassau-Weilbourg (1770-1828), en 1787 elle épouse Charles Louis, comte de Wied-Runkel et de Créhange (1763†1824) ;

- Charles de Nassau-Weilbourg (1772-1772) ;

- Charles de Nassau-Weilbourg (1775-1807) ;

- Amélie de Nassau-Weilbourg (1776-1841), en 1793 elle épouse le prince Victor II d'Anhalt-Bernbourg-Schaumbourg-Hoym (†1812), veuve elle épouse en 1813 Frédéric de Stein-Leibenstein (1777-1849) ;

- Henriette de Nassau-Weilbourg (1780-1857), elle épouse en 1797 le duc Louis-Frédéric de Wurtemberg (1756-1817) ;

- Charles de Nassau-Weilbourg (1784-?).

Veuf, Charles Christian de Nassau-Weilbourg épouse en 1788 Barbara Griesen.
Charles Christian de Nassau-Weilbourg appartient à la huitième branche (branche cadette de Nassau-Weilbourg), elle-même issue de la septième branche (branche aînée de Nassau-Weilbourg) de la Maison de Nassau. Cette lignée cadette de Nassau-Weilbourg appartient à la tige valmérienne qui donne des grands-ducs au Luxembourg.
Charles Christian de Nassau-Weilbourg est, par la grande-duchesse Charlotte de Luxembourg, l'ascendant de l'actuel grand-duc Henri Ier de Luxembourg, ainsi que de l'actuelle reine Elisabeth II du Royaume-Uni, par sa cadette, Henriette de Nassau-Weilbourg.